# North Arcot
North Arcot var ett distrikt i brittisk-indiska presidentskapet Madras, senare i delstaten Tamil Nadu.
North Arcot omfattade 12 742 kvadratkilometer med 1 960 960 invånare (1911), landet väster om staden Madras, var bergigt i väster, men för övrigt ett slättland som vattnas av flera floder, bland dem Palar, som torkar ut under den heta årstiden. Åkerbruk och vävnadsindustri var huvudnäringar. Distriktet delades upp 1989 i distrikten Tiruvannamalai och Vellore.